# Cascades Kalambo
Les cascades Kalambo són unes cascades de 235 m d'altura que es troben al riu Kalambo, a la frontera de Zàmbia i Tanzània, a l'extrem sud-est del llac Tanganyika. Les cascades són unes de les caigudes d'aigua ininterrompudes més altes d'Àfrica (després de les cascades Tugela de Sud-àfrica i les cascades Jin Bahir d'Etiòpia, d'entre altres). A sota de les cascades es troba el congost de Kalambo, que té un ample d'aproximadament 1 km i una profunditat de fins a 300 m, que s'estén uns 5 km abans d'obrir-se per la fossa tectònica del llac Tanganyika.
Les cascades van ser vistes per primera vegada pels no-africans aproximadament el 1913. Inicialment es va suposar que l'altura de les caigudes d'aigua superaven els 300 m, però les mesures fetes en la dècada del 1920 van donar un resultat més modest, per sobre de 200 m. Mesures posteriors, el 1956, van donar un resultat de 221 m. Després d'això, s'han realitzat diverses mesurades, cadascuna amb resultats lleugerament diferents. L'ample de les cascades és d'entre 3,6 i 18 m.
Les cascades Kalambo també es consideren un dels jaciments arqueològics més importants d'Àfrica, amb una ocupació de fa més de 250.000 anys.

## Arqueologia
Arqueològicament, les cascades Kalambo són un dels llocs més importants d'Àfrica. Ha produït una seqüència d'activitat humana passada que s'estén des de fa 250.000 anys, amb proves d'una ocupació humana contínua des del Paleolític inferior fins als nostres dies.
El 1953, John Desmond (J.D.) Clark va començar a excavar la zona després de reconèixer l'activitat arqueològica al voltant d'un petit llac de la conca, aigües amunt de les cascades. Les excavacions de 1953, 1956, 1959 i 1963 van permetre a Clark fer conclusions sobre les diferents cultures que van habitar la zona durant milers d'anys.

## Reconstrucció del medi ambient del Plistocè

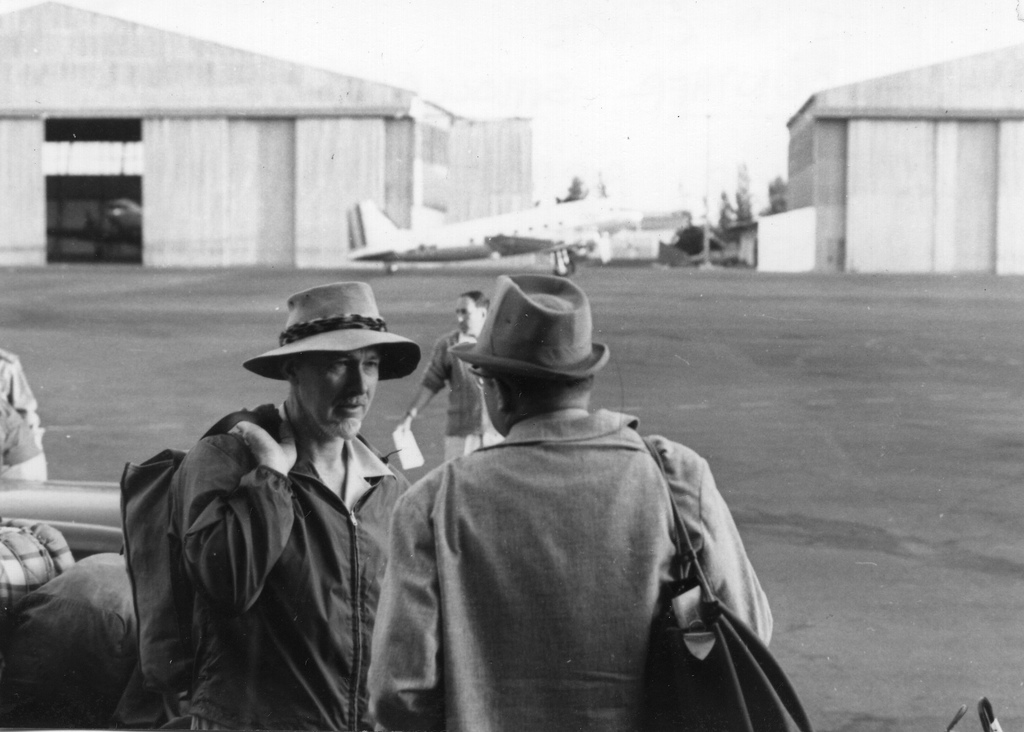
John Desmond Clark (esquerra)

El treball de J.D. Clark va incorporar dues qüestions: quines cultures van viure a la zona de les cascades Kalambo, i com era el seu entorn durant els temps d'ocupació. Utilitzant anàlisis de plantes (florals) i de pol·len, Clark va poder dur a terme el procés de reconstrucció paleoambiental. Mitjançant l'estudi del pol·len que es va sedimentar al sòl durant diferents medis ambients, Clark va poder formar una idea general de quins factors ecològics van afectar la regió de les cascades Kalambo en diferents moments.
Per això, Clark va utilitzar nuclis de sediments per observar i analitzar les diferents capes que hi ha a sota de la superfície del sòl. Ell va separar aquestes capes en 6 diferents espectres, etiquetant les zones des de la lletra U fins a la Z. El principi de superposició d'estrats és important a l'hora d'analitzar les capes sedimentàries; aquesta llei estableix que les capes més recents es troben per sobre de les més antigues.
- Zona U: El fons de la mostra principal de Clark és la capa més antiga. Les mostres de pol·len recollides indiquen que al riu Kalambola creixia vegetació d'aiguamolls i abundant herba. Les proves també van indicar que el bosc circumdant creixia durant els climes secs i càlids. Clark conclou que els nivells d'aigües subterrànies havien de ser elevats per tal que una vegetació d'aiguamoll i una franja, o bosc de ribera, creixi al llarg de la vora de les aigües durant un període de pluja reduïda.
- Zona V: El pol·len recollit a la zona següent indica un entorn idèntic, amb l'aiguamoll i la vegetació forestal, que no va ser afectada per les condicions climàtiques, com ara la baixada de temperatura fins als 3 °C a la zona.
- Zona W: En aquesta zona es va recollir pol·len de plantes que creixen en àrees més obertes amb més precipitacions. Això indica un augment de la precipitació a uns 75-100 cm i un bosc obert que permetia que la precipitació arribés al sòl.
- Zona X: Clark indica que l'estudi d'aquesta zona només es va poder fer en una mostra extreta del sòl inferior, de manera que les conclusions del seu estudi no són definitives. Les plantes indicades mostren un bosc amb franges, sense arribar a ser un bosc molt obert. Dins d'aquestes condicions forestals, sembla que hi ha una influència dels elements perennes que van sorgir.
- Zona Y: Clark va poder datar aquesta zona a aproximadament 27.000 - 30.000 anys enrere, perquè les condicions eren comparables amb les datades en sòls europeus d'aquell moment. El pol·len recollit indica una evidència d'un augment de la pluja i una caiguda de temperatura de 4,1 °C, amb un bosc de franges que estava ben desenvolupat i la tornada de les plantes d'aiguamolls.
- Zona Z: La zona final indica un bosc de franges molt més pobre, i un canvi reduït de creixement de la vegetació en aquest moment.

## Història cultural del lloc

### Paleolític inferior
Barham i Mitchell descriu el Paleolític inferior com el període en què va entre l'aparició dels primers ancestres de l'Homo sapiens sapiens descendents de l'Australopithecus afarensis que va evolucionar cap a Homo habilis i després cap a Homo erectus fa 2,6 milions d'anys, fins fa 280.000 anys. Els arqueòlegs creuen que la progressió tecnològica al llarg del temps es pot examinar en les característiques morfològiques de les eines que s'associa amb diferents èpoques d'habitatge.
Les primeres eines de pedra identificades, realitzades per l'Homo habilis, es coneixen com a eines de l'Olduvaià (conegut també com a «mode 1»), i consisteixen en eines molt senzilles. Es tracta de pedres, normalment còdols, sílex o similars, que eren percudits per obtenir el tall per un dels costats, que s'utilitzaven per a extreure la medul·la òssia dels animals que caçaven, o fines ascles amb tall que servien per a tallar. A mesura que el temps passava i l'Homo habilis evolucionava cap a l'Homo erectus, també es va desenvolupar la tecnologia i van aparèixer eines de pedra més especialitzades, fins i tot eines que es feien servir per fer altres eines, com les tecnologies del «mode 2» (Acheulià) i «mode 3» (Mosterià).
S'han trobat a les cascades Kalambo eines de pedra de l'Acheulià tardanes, juntament amb llars de foc i objectes orgànics ben conservats, que van ser documentats per J.D. Clark. Aquests artefactes orgànics recollits incloïen un garrot de fusta i pals per a excavar, així com l'evidència dietètica del consum de fruites. S'han analitzat les eines excavades al congost de Kalambo i la datació OSL de la quarsita en el context del sòl dona entre 500.000 i 50.000 anys d'antiguitat, amb la racemització dels aminoàcids que data els artefactes a més de 100.000 anys d'antiguitat.

### Middle Stone Age
El Middle Stone Age (Paleolític mitjà a l'Àfrica), datat entre fa uns 280.000 anys fins aproximadament 40.000 anys, és el període en què les etapes finals de l'evolució humana van portar el que avui es coneix com a «comportament humà modern».
Durant aquest temps, la indústria Acheulià de les cascades Kalambo va ser reemplaçada per la cultura Sangoen. Clark considera aquest canvi com a resultat d'un canvi ecològic cap a un clima més fresc i humit. És en aquesta època en què les destrals de l'Acheulià desapareixen del registre arqueològic i són reemplaçades per les destrals i eines característiques de la tecnologia del Sangoen. Segons les datacions, les eines pesades de fusta i les eines petites, tallades i denticulades, recollides per Clark, es van crear abans del 41.000 aC. Es creu que aquest canvi ràpid va ser el resultat del moviment de la població durant aquest període, ja que l' «home Acheulià» que va viure en assentaments oberts va ser reemplaçat per una cultura associada a l'Homo rhodesiensis trobada a Broken Hill, la cultura Sangoen. Les proves dels assentaments Sangoen s'han recollit a partir de refugis de roca poc oberts i en zones de coves, possiblement a causa del clima persistent i humit.
També es van recollir proves de tecnologies de foc, com ara llars de foc, troncs carbonitzats, argila envermellida i rastres de calor a la pedra associades amb restes de carbó vegetal. La datació de carboni del carbó vegetal dispersat indiquen que les persones utilitzaven el foc de forma sistemàtica fa uns 60.000 anys.
Els climes freds i humits de la regió eren similars als del Congo, i s'han identificat pràctiques culturals similars a les de les cascades Kalambo, conegudes com les indústries del Lupembà. Les proves suggereixen que la tradició Sangoen va ser reemplaçada per la indústria Lupembà fa uns 250.000 anys i va continuar fins fa 117.000 anys. Es caracteritza per eines de pedra bifaces utilitzades com a destral i puntes de doble tall que possiblement eren per a ser utilitzades com a puntes de llança. Els estudis geològics de J.D. Clark indiquen que la freqüència d'aquestes eines és possiblement a causa de factors que exemplifiquen la quantitat de peces grans de matèries primeres trencades o poc punxegudes.

### Later Stone Age
Generalment, el Later Stone Age (Paleolític superior a l'Àfrica) es refereix a les cultures més recents de caçadors i recol·lectors. Al voltant de fa 10.000 anys, les cascades de Kalambo van ser ocupades per la cultura Magosiana, que al seu torn va donar pas a l'activitat de la cultura Wilton.

### L'edat del ferro i la tradició Luangwa
Al voltant del segle iv, un poble de parla bantu més industrialitzat va començar a conrear i ocupar la zona. Aquests parlants bantu feien vasos de ceràmica que tenien característiques de la ceràmica d'Àfrica oriental, el que suggereix un moviment de població de la Vall del Rift. Segons Clark, els enterraments d'aquest període es caracteritzen per ser enterraments a sota del sòl, que són similars als de les primeres cultures del Rift de l'Àfrica Oriental, davant de la regió de Kalambo.
L'edat del ferro a Zàmbia es divideix en un període primerenc, classificat com a regional, i un període posterior de tradicions diferenciades de manera material. Els primers conjunts d'eines de ferro i ceràmica es van recollir a les cascades de Kalambo i es classifiquen com a de «tradició del grup de Kalambo». A les cascades Kalambo, es creu que les tradicions de l'Edat del Ferro van continuar fins al segle xi.
El 1971, Robert C. Soper va estudiar diferents conjunts de ceràmica de l'edat del ferro a l'est i sud d'Àfrica i els va agrupar en dos grans grups, coneguts com a «Urewe» i «Kwale». Va indicar que les tradicions de Kalambo i Mwabulambo també podien ser incloses en aquestes. David W. Phillipson va utilitzar aquestes conclusions per formar una cronologia nord-sud dels artefactes i va compondre molts dels grups estudiats per Soper en una sola tradició «Mwitu». Aquesta tradició està exhibida per peces d'olles datades del primer mil·lenni aC.
El grup Kalambo va ser reemplaçat per la tradició Luangwa, la ceràmica de la qual és similar al grup Chondwe de l'edat del ferro primerenc, de Copperbelt d'Àfrica Central. És característica de la ceràmica de Luangwa les olles de coll i de poca profunditat, amb una decoració on freqüenta un premsat en un patró horitzontal de línies delineades. Encara no s'ha trobat cap evidència d'una transició entre aquesta tradició de Luangwa i la tradició de l'Edat del Ferro en les cascades de Kalambo, mentre que en altres els llocs de la província oriental de Zàmbia mostren aquesta interrelació. Les dates exactes d'aquesta transició a la zona de Kalambo no són concloents, però la tradició ha continuat fins al present.

## Cronologia del lloc
Els intents de datar artefactes de les cascades Kalambo han donat lloc a resultats inconsistents, que van de fa 110.000 anys amb la racemització, fins a 182.000±10.000 a 76.000±10.000 anys amb datació amb tori-230. Aquests estudis subratllen la dificultat d'establir una cronologia per a l'habitatge humà a les cascades, la qual cosa ha fet que alguns arqueòlegs ignorin la seva importància en el registre arqueològic africà.
Tanmateix, la luminescència estimulada òpticament (Optically Stimulated Luminescence, OSL) en artefactes de quars ha millorat recentment la comprensió de la cronologia del lloc. L'OSL treballa enviant senyals a través d'un material cristal·lí i recopila dades sobre quant de temps va estar exposada la llum o la calor a la pedra.
Els resultats de l'OSL han conduït a la creació d'una nova cronologia per al lloc, dividida en cinc nivells: 
- els dipòsits del nivell 1 tenen una antiguitat de 500.000 i 300.000 anys.

- els dipòsits del nivell 2 tenen una antiguitat de 300.000 i 50.000 anys.

- els dipòsits del nivell 3 tenen una antiguitat de 50.000 i 30.000 anys.

- els dipòsits del nivell 4 tenen una antiguitat de 1.500 a 500 anys

- els dipòsits del nivell 5 tenen una antiguitat de menys de 490 anys.

S'han recollit eines de pedra de l'Acheulià (tecnologies dels modes 2 i 3) a partir de capes estratigràfiques corresponents al primer i segon nivell. Les eines més complexes del mode 3 provenen dels tres primers nivells i també es troben al nivell 4, on apareixen una barreja d'artefactes de l'edat de pedra i edat del ferro.

## Zàmbia i el significat per la UNESCO
El 1964, el jaciment arqueològic va ser escollit com a monument nacional per la Comissió Nacional de Conservació de Patrimoni de Zàmbia. Des d'aleshores ha estat protegit sota la Llei de conservació del patrimoni nacional de Zàmbia de 1989.
El 2009, les cascades Kalambo van ser incloses en la llista del Patrimoni de la Humanitat de la UNESCO. Els motius per a la seva inclusió són que les cascades Kalambo són la segona caiguda d'aigua més alta d'Àfrica, l'evidència d'un dels exemples d'ocupació humana més llarga a l'Àfrica subsahariana, i per que les eines de pedra recollides provenen d'una de les primeres indústries d'eines del món, l'Acheulià.
Actualment, les cascades Kalambo romanen en la llista provisional de reconeixement com a Patrimoni de la Humanitat.

## Ecologia contemporània
Actualment, tant les poblacions humanes com les d'animals travessen l'àrea de les cascades Kalambo, que té una conca per sobre de les cascades que atreu a molts individus d'amdues poblacions com a lloc important d'aturada. A la frontera amb Zàmbia, la zona està preservada per a protegir molts animals. Els cingles de les cascades proporcionen llocs de nidificació i de cria per a una colònia de marabús africans.